# Theoren Fleury
Theoren Wallace Fleury, detto Theo (29 giugno 1968), è un ex hockeista su ghiaccio canadese.
Nel corso della sua carriera ha militato, tra le altre, con Salt Lake Golden Eagles (1987-1989), Calgary Flames (1989-1994 e 1995-1999), Tappara (1994-1995), Colorado Avalanche (1998-1999), New York Rangers (1999-2002), Chicago Blackhawks (2002-2003) e Belfast Giants (2005-2006).
Ha disputato oltre 1000 incontri nella NHL dal 1989 al 2003.
Ha vinto la medaglia d'oro olimpica alle Olimpiadi invernali 2002 di Salt Lake City, trionfando con la sua nazionale nel torneo maschile.
Nel 1991 ha vinto la medaglia d'argento al campionato mondiale di hockey su ghiaccio svolto in Finlandia.
Ha vinto inoltre il campionato mondiale di hockey su ghiaccio Under-20 nel 1988 e ha conquistato la medaglia d'argento nella World Cup of Hockey nel 1996.